# La Chascona
La Chascona es una de las tres viviendas que fueron propiedad del poeta chileno Pablo Neruda. Se encuentra ubicada en el Barrio Bellavista de la comuna de Providencia en Santiago de Chile. Actualmente, es un museo que alberga las colecciones del autor y es la sede de la Fundación Pablo Neruda. Fue declarada Monumento Nacional en 1990.

## Historia
En 1953, Pablo Neruda compró en las faldas del Cerro San Cristóbal el terreno donde más tarde construyó la casa en la que vivió junto a Matilde Urrutia hasta sus últimos días. El arquitecto a cargo de su construcción fue el catalán Germán Rodríguez Arias, aunque Neruda participó activamente editando planos y cambiando las ideas de Rodríguez.
El nombre de la casa honra a Matilde, en esos momentos su amante, bautizada así por el poeta debido a su gran cabellera rojiza.
En la casa vivió solamente Matilde, hasta que en febrero de 1955 Neruda abandonó a su segunda esposa, Delia del Carril, y la vivienda que compartía con ella en Avenida Lynch, bautizada Michoacán.

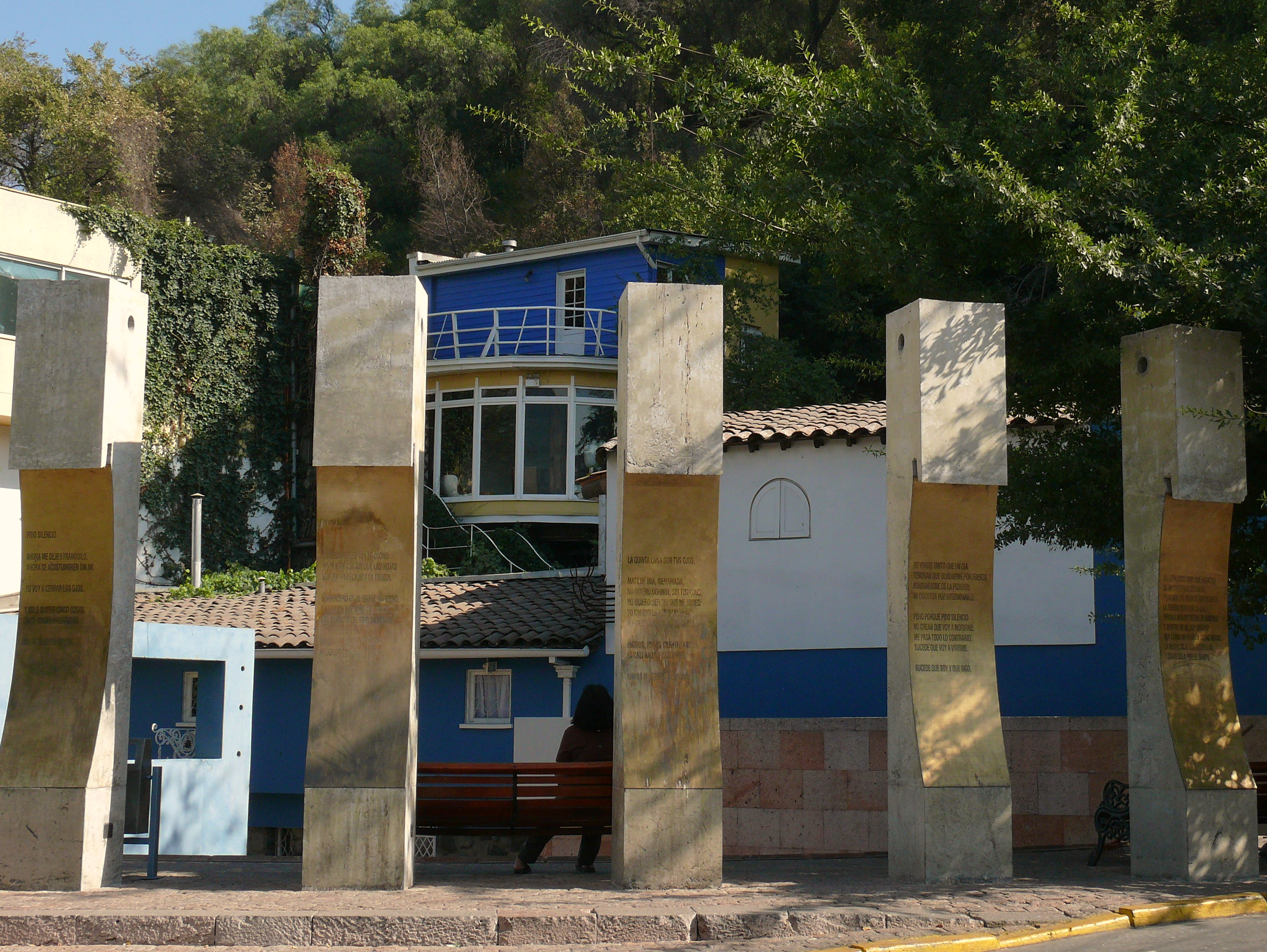
Vista panorámica.

El 23 de septiembre de 1973, Neruda falleció y sus restos fueron velados en La Chascona, pese a los problemas que significó a causa del golpe de Estado del 11 de septiembre, ocurrido apenas doce días antes. Matilde se preocupó de reparar los daños que sufrió la casa y se encargó de rescatar el legado de Neruda. Vivió en ella hasta su muerte, ocurrida en enero de 1985.
Actualmente La Chascona es un museo que expone las diferentes colecciones que guardó en él Neruda, desde libros hasta mascarones de proa, pasando por caracolas y botellas de todas partes del mundo. También en ella se estableció la Fundación Pablo Neruda y sus dependencias son usadas para diferentes actividades culturales y para investigadores que necesiten trabajar con alguna de sus colecciones.
En junio de 2013 se inauguró el espacio cultural Estravagario, colindante con los jardines de la casa museo, que servirá para recitales poéticos, presentaciones de libros y otro tipo de extensión cultural. "Hace un par años se quedó libre esta otra casa y se puso a la venta. Esta nueva casa nos sirvió para dos cosas: para despejar definitivamente la Casa Museo y para instalar un centro cultural que nosotros no teníamos como hay en Isla Negra o Valparaíso", explicó Fernando Sáez, director ejecutivo de la Fundación Pablo Neruda. El nuevo centro permitirá quitar las partes administrativas de la Fundación que estaban en La Chascona y habilitar esas habitaciones para que el público pueda verlas, por ejemplo, el primer dormitorio. La casa adquirida tiene una estructura de gran altura, ya que perteneció a la escultora Marta Colvin, que lo usaba como taller cuando estaba en Santiago.